# Corriganville
Corriganville es un lugar designado por el censo ubicado en el condado de Allegany en el estado estadounidense de Maryland. En el Censo de 2010 tenía una población de 455 habitantes y una densidad poblacional de 444,75 personas por km².

## Geografía
Corriganville se encuentra ubicado en las coordenadas 39°41′40″N 78°47′49″O / 39.69444, -78.79694. Según la Oficina del Censo de los Estados Unidos, Corriganville tiene una superficie total de 1.02 km², de la cual 1.02 km² corresponden a tierra firme y (0%) 0 km² es agua.

## Demografía
Según el censo de 2010, había 455 personas residiendo en Corriganville. La densidad de población era de 444,75 hab./km². De los 455 habitantes, Corriganville estaba compuesto por el 98.24% blancos, el 0% eran afroamericanos, el 0% eran amerindios, el 0.44% eran asiáticos, el 0% eran isleños del Pacífico, el 0.22% eran de otras razas y el 1.1% pertenecían a dos o más razas. Del total de la población el 0.22% eran hispanos o latinos de cualquier raza.